# 阿拉伯人突襲羅馬
阿拉伯人突襲羅馬，是846年阿拉伯海盜掠奪羅馬郊外的事件，阿拉伯人搶掠舊聖伯多祿大殿和城外聖保祿大殿，但被奥勒良城墙阻止進入羅馬。

## 背景
820年，阿拉伯人開始征服西西里島，842年開始嘗試掠奪蓬扎島，但他們被那不勒斯和加埃塔聯合艦隊擊退。但同年他們取得墨西拿，當時西西里內戰，雙方也聘請阿拉伯僱傭兵於坎帕尼亚作戰。

## 突襲
大量阿拉伯部隊於坎帕尼亞起航，在846年登陸波爾圖和奧斯蒂亞，阿拉伯人的突然襲擊羅馬，當地民兵匆匆撤退到安全的羅馬城牆後。
阿拉伯襲擊者似乎已經知道羅馬一些神聖的和令人印象深刻的非凡珍品。大教堂，如聖彼得大教堂，是在奧勒良城牆之外，因而成為容易攻擊的目標。他們被吸引到具有豐富寶物的禮儀船。當代歷史學家認為，襲擊者早知道究竟在何處可尋找到最有價值的寶藏。

## 事後
在圍攻戰後利奥四世在台伯河右岸建立堅固的城牆以保護聖彼得教堂。被城牆包圍的地方稱為利奧城，由聖天使城堡保護。該城是一個獨立的小鎮，另有行政機構。該城在十六世紀變成羅馬的一部分，是羅馬的第十四個分区叫博爾戈。在849年，阿拉伯人再次從奧斯提亞安提卡入侵羅馬，但被擊退，之後阿拉伯人沒再入侵羅馬。